# Резидентная защита
Резиде́нтная защи́та, постоя́нная защи́та, защи́та в реа́льном вре́мени — компонент антивирусного программного обеспечения, находящийся в оперативной памяти компьютера и сканирующий в режиме реального времени все файлы, с которыми осуществляется взаимодействие пользователя, операционной системы или других программ.
Слово «резидентный» означает «невидимый», «фоновый». Резидентный сторож (другое, более разговорное название этого вида защиты) проявляет себя только при нахождении вируса. Именно на резидентной защите основывается главный принцип антивирусного ПО — предотвратить заражение компьютера. В её состав входят такие компоненты, как активная защита (сравнение антивирусных сигнатур со сканируемым файлом и выявление известного вируса) и проактивная защита.
Резидентная защита — главный компонент любого антивирусного ПО.